# سریک شکویان
سریک هاکوبی شکویان (ارمنی: Սերիկ Հակոբի Շեկոյան؛  ۲۷ اکتبر ۱۹۲۴ – ۱۳ ژوئن ۲۰۱۵) یک بازیگر تئاتر اهل ارمنستان بود. 

## زندگی‌نامه
وی در ۲۷ اکتبر ۱۹۲۴ در تفلیس به دنیا آمد و از انستیتو آموزشی تفلیس فارغ‌التحصیل شد. وی همچنین برندهٔ جوایزی همچون هنرمند شایسته ارمنستان شوروی، مدال طلای وزارت فرهنگ جمهوری ارمنستان، جوایز آرتاوازد و هنرمند شایسته گرجستان شوروی (۱۹۶۰) و هنرمند مردمی گرجستان شوروی شده است. وی در ۱۳ ژوئن ۲۰۱۵ در سن ۹۰ سالگی در تفلیس درگذشت.